# Fritz Zorn
Fritz Zorn, pseudoniem voor Fritz Angst (Meilen, 10 april 1944 – Zürich, 2 november 1976), was een jonggestorven Zwitserse leraar, die postuum een bekende schrijver van de 'generatie 68' werd.

## Leven en werk
Fritz Angst studeerde Germaanse en Romaanse talen en promoveerde in 1971 op een proefschrift over de Portugese schrijver Luís de Sttau Monteiro. Hij werd daarna leraar aan een gymnasium, maar kon dat niet lang volhouden wegens ziekte. Hij stierf in 1976 in de leeftijd van 32 jaar aan kanker.
Hij werd bekend door zijn in 1977 postuum verschenen autobiografische roman Mars, geschreven onder pseudoniem, waarbij hij zijn naam "Angst" verving door "Zorn" (kwaadheid). Het boek werd door de schrijver Adolf Muschg ontdekt en aan een uitgever doorgespeeld. Het is een sleutelroman van de jaren zeventig. Zorn beschrijft daarin een heel laat, door de ziekte uitgelokt afgrijzen over zijn dertig jaar lang “niet geleefd” leven. Oog in oog met de naderende dood wordt hem plotseling duidelijk, dat – ondanks zijn beschermde, kille en strenge kindertijd in een gegoed haute-bourgeoisie gezin aan de Züricher goudkust en achter de façade van zijn rechtlijnige beroepscarrière – voor “de mens daarachter” alles “verkeerd gegaan” is.
Hij brengt zijn ervaringen met kanker, die hem tot het beëindigen van zijn beroepswerkzaamheden dwongen, in een meedogenloze afrekening in verband met de Zwitserse burgerlijke samenleving. Zorn beschrijft zijn ziekte als een symptoom van een degeneratieproces, dat het hele maatschappelijke organisme heeft aangetast. Zijn leven lang leed hij aan zijn bitter ervaren onvermogen tot liefhebben en aan ernstige depressies. Het boek werd tot een cultboek van de jaren tachtig vanwege zijn radicaliteit en de rebelse manier van schrijven, die paste bij het levensgevoel van de protestgeneratie.

## Werk
- Mars. «Ich bin jung und reich und gebildet; und ich bin unglücklich, neurotisch und allein…». Oorspronkelijke uitgave met een voorwoord van Adolf Muschg. Kindler, München, 1977.
  - Nederlandse vertalingen:
    - De angel van het sterven. B. Gottmer, Nijmegen / Orion, Brugge, 1978. ISBN 9026419090.
    - Mars. In het teken van de kreeft. De Prom, Amsterdam, 1984. ISBN 9789068010213